# Eddie Andrews
Pour les articles homonymes, voir Andrews.
Pas d'image ? Cliquez ici

a Compétitions nationales et continentales officielles uniquement.

b Matchs officiels uniquement.
Dernière mise à jour le 14 janvier 2011.
Edwin Peter Andrews, plus connu sous le nom d'Eddie Andrews, né le 18 mars 1977 au Cap, est un joueur de rugby à XV sud-africain qui joue avec l'équipe d'Afrique du Sud. Il évolue au poste de pilier.

## Biographie
Eddie Andrews évolue dans le Super 12 (devenu le Super 15) sous les couleurs des Stormers depuis 2003 et un match contre les Queensland Reds, une franchise de rugby à XV d'Afrique du Sud basée au Cap, principalement constituée de la province sud-africaine de Currie Cup de la Western Province. Et donc en Currie Cup, il défend les couleurs de la Western Province depuis 2000. Il effectue son premier test match avec les Springboks le 12 juin 2004 à l’occasion d’un match contre l'équipe d'Irlande. Il remporte le tri-nations 2004. Il joue son dernier match avec les Springboks le 14 juillet 2007 contre la Nouvelle-Zélande. Au total, il porte le maillot national à 23 reprises mais ne marque jamais d'essai.
En juin 2007, il remporte la Coupe des nations avec les Emerging Springboks, réserve de l'équipe nationale sud-africaine.

## Statistiques en équipe nationale
- 23 sélections
- Sélections par saison : 11 en 2004, 5 en 2005, 5 en 2006, 2 en 2007